# Рафаїл Мокренський
Рафаїл Мокренський (*до 1720 - †23 лютого (10 січня) 1765) — український релігійний діяч доби Гетьманщини. Ректор Харківського колегіуму.  
Канонізований як святий Російської православної церкви в Україні.

## Життєпис
Був префектом Харківського колегіуму.
1753 — призначений ректором Харківського колегіуму.
1758 червень — став настоятелем Святогорського монастиря на півдні Слобідської України.
У цей час в пустині розгорталося три види чернечого життя: спільні, скитські та відлюдницькі. При Рафаїлі був збудований Петропавлівський храм. Для захисту обителі від татарських атак позаду скиту на Святому місці між горами був збудований оборонний вал і майданчик у вигляді батареї.
23 лютого (10 січня)1765) — помер. Похований у Петропавлівському храмі, пізніше на цьому місці був братський Петропавлівський цвинтар, який знищили червоні росіяни.

## Канонізація
8 травня 2008 визначенням Священого Синоду Російської православної церкви в Україні прийняте рішення про місцеву канонізацію подвижника у Донецькій єпархії в Соборі Святогорських святих (день пам'яті — 24 вересня).
Чин прославлення відбувся під час візиту до Святогорської лаври 12 липня 2008 митрополита Володимира Сабодана, у Свято-Успенському соборі лаври.